# Orden del Águila Negra

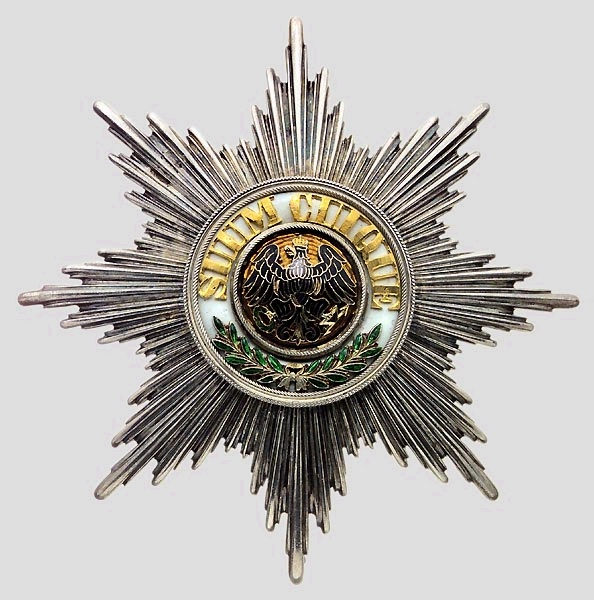
Placa de la Orden del Águila Negra

La Orden del Águila Negra es una orden de caballería creada el 17 de enero de  1701 por el rey Federico I de Prusia; fue la más alta condecoración otorgada en el Reino de Prusia. Su divisa era una cruz de Malta de oro esmaltada de azur con cuatro águilas de sable. En el anverso estaban las letras F. R. (Fridericus Rex) y en el reverso el lema Suum cuique, con cinta de color naranja. La placa de la Orden del Águila Negra ahora se utiliza como el emblema de la policía militar alemana (Feldjäger).

## Honrados con la Cruz de la Orden del Águila Negra
- Alexandre-François de La Rochefoucauld, diplomático francés quien recibió y portó la condecoración en 1808.
- Adolph von Menzel, quien se convirtió en el primer pintor en ser nombrado Caballero de la Orden del Águila Negra en 1898.

### Soberanos extranjeros
- Alberto I de Bélgica
- Alberto I de Mónaco
- Alejandro III de Rusia
- Arturo de Sajonia-Coburgo-Gotha
- Carlos de Västergötland
- Carlos I de Rumania